# Dancing with the Stars (seizoen 3)
Het derde seizoen van Dancing with the Stars begon op 31 maart 2007 op RTL 4. Voor het eerst stonden er geen acht, maar negen bekende Nederlanders tegenover elkaar. Zeven professionele dansers uit de eerste twee seizoen bleven. Julie Fryer deed dit seizoen niet mee in verband met haar zwangerschap, maar bleef wel actief als coach voor alle koppels. Fryer werd vervangen door twee nieuwe vrouwelijke professionals, namelijk Ilse Lans en Kimberly Smith.
De presentatie werd wederom gedaan door Ron Brandsteder en Sylvana Simons. De jury bestond opnieuw uit Marcel Bake, Monique van Opstal, Cor van de Stroet en Jan Postulart.
Marcus van Teijlingen wist voor de derde achtereenvolgende keer de finale te halen en won voor de tweede achtereenvolgende keer. Met zijn partner Helga van Leur versloeg hij Christophe Haddad en Ilse Lans, die voor bijna al hun routines de meeste jurypunten hadden gehaald.

## Koppels
| Kandiaat           | Beroep        | Professionele Partner | Resultaat                      |
| ------------------ | ------------- | --------------------- | ------------------------------ |
| Fabienne de Vries  | Presentatrice | Koen Brouwers         | 1e Weggestemd op 7 april 2007  |
| Lodewijk Hoekstra  | Presentator   | Charissa van Dipte    | 2e Weggestemd op 14 april 2007 |
| Aukje van Ginneken | Actrice       | Remco Bastiaansen     | 3e Weggestemd op 21 april 2007 |
| Bart Chabot        | Cabaretier    | Kim Smith             | 4e Weggestemd op 28 april 2007 |
| Martijn Krabbé     | Presentator   | Roemjana de Haan      | 5e Weggestemd op 5 mei 2007    |
| Bob de Jong        | Schaatser     | Euvgenia Parakhina    | 6e Weggestemd op 12 mei 2007   |
| Nikkie Plessen     | Actrice       | Peter Bosveld         | Derde op 19 mei 2007           |
| Christophe Haddad  | Acteur        | Ilse Lans             | Runners-Up op 26 mei 2007      |
| Helga van Leur     | Weervrouw     | Marcus van Teijlingen | Winnaars op 26 mei 2007        |

## Scorekaart
| Koppel              | Plaats | 1  | 2  | 1+2 | 3  | 4  | 5  | 6        | 7        | 8        | 9            |
| ------------------- | ------ | -- | -- | --- | -- | -- | -- | -------- | -------- | -------- | ------------ |
| Helga & Marcus      | 1      | 27 | 30 | 57  | 31 | 30 | 33 | 33+29=62 | 31+28=59 | 33+36=69 | 34+36+38=108 |
| Christophe & Ilse   | 2      | 32 | 31 | 63  | 35 | 37 | 38 | 40+34=74 | 34+36=70 | 39+36=75 | 38+40+40=118 |
| Nikkie & Peter      | 3      | 29 | 25 | 54  | 30 | 31 | 36 | 34+39=73 | 28+33=61 | 40+36=76 |              |
| Bob & Euvgenia      | 4      | 24 | 23 | 47  | 27 | 27 | 28 | 32+27=59 | 28+27=55 |          |              |
| Martijn & Roemjana  | 5      | 29 | 28 | 57  | 30 | 35 | 28 | 36+31=67 |          |          |              |
| Bart & Kimberly     | 6      | 21 | 21 | 42  | 24 | 25 | 21 |          |          |          |              |
| Aukje & Remco       | 7      | 28 | 29 | 57  | 31 | 34 |    |          |          |          |              |
| Lodewijk & Charissa | 8      | 16 | 20 | 36  | 18 |    |    |          |          |          |              |
| Fabienne & Koen     | 9      | 26 | 30 | 56  |    |    |    |          |          |          |              |

Rode cijfers geeft de laagste score aan van elke week.
Groene numbers geeft de hoogste score aan van elke week.
 geeft aan welk koppel elk week is weggestemd.
 geeft het winnende koppel aan.
 geeft de tweede plek koppel aan.
 geeft de derde plek koppel aan.

### Gemiddelden
Deze tabel geeft het gemiddelde weer op de schaal van 40 punten. De Weense wals uit week 5 is niet meegerekend, omdat de koppels hiervoor geen cijfer kregen.
| Plek bij gem. | Resultaat | Koppel              | Totaal aantal punten | Aantal dansen | Gemiddelde |
| ------------- | --------- | ------------------- | -------------------- | ------------- | ---------- |
| 1             | 2         | Christophe & Ilse   | 510                  | 14            | 36.4       |
| 2             | 3         | Nikkie & Peter      | 361                  | 11            | 32.8       |
| 3             | 1         | Helga & Marcus      | 449                  | 14            | 32.1       |
| 4             | 5         | Martijn & Roemjana  | 217                  | 7             | 31.0       |
| 5             | 7         | Aukje & Remco       | 122                  | 4             | 30.5       |
| 6             | 9         | Fabienne & Koen     | 56                   | 2             | 28.0       |
| 7             | 4         | Bob & Euvgenia      | 243                  | 9             | 27.0       |
| 8             | 6         | Bart & Kimberly     | 112                  | 5             | 22.4       |
| 9             | 8         | Lodewijk & Charissa | 54                   | 3             | 18.0       |

## Hoogste en laagste routines

### Hoogst en laagst scorende routines
| Dans              | Beste danser(s)                  | Hoogste score | Slechtste danser(s) | Laagste score |
| ----------------- | -------------------------------- | ------------- | ------------------- | ------------- |
| Chachacha         | Christophe Haddad                | 36            | Bart Chabot         | 21            |
| Engelse wals      | Nikkie Plessen                   | 33            | Lodewijk Hoekstra   | 16            |
| Quickstep         | Christophe Haddad                | 39            | Bart Chabot         | 21            |
| Rumba             | Nikkie Plessen                   | 36            | Lodewijk Hoekstra   | 20            |
| Samba             | Helga van Leur Christophe Haddad | 36            | Bart Chabot         | 24            |
| Tango             | Nikkie Plessen                   | 40            | Lodewijk Hoekstra   | 18            |
| Paso doble        | Christophe Haddad                | 38            | Nikkie Plessen      | 28            |
| American smooth   | Helga van Leur                   | 36            | Bart Chabot         | 25            |
| Jive              | Christophe Haddad                | 38            | Bart Chabot         | 21            |
| Mambo             | Christophe Haddad                | 40            | Bob de Jong         | 32            |
| Argentijnse tango | Nikkie Plessen                   | 39            | Bob de Jong         | 27            |
| Freestyle         | Christophe Haddad                | 40            | Helga van Leur      | 38            |

### Koppels hoogst en laagst scorende routines
| Koppels             | Hoogst scorende routine                   | Laagst scorende routine          |
| ------------------- | ----------------------------------------- | -------------------------------- |
| Helga & Marcus      | Freestyle (38)                            | Engelse wals (27)                |
| Christophe & Ilse   | Mambo, Argentijnse tango & freestyle (40) | Rumba (31)                       |
| Nikkie & Peter      | Tango (40)                                | Quickstep (25)                   |
| Bob & Euvgenia      | Mambo (32)                                | Quickstep (23)                   |
| Martijn & Roemjana  | Mambo (36)                                | Quickstep & Jive (28)            |
| Bart & Kimberly     | American smooth (25)                      | Chachacha, quickstep & jive (21) |
| Aukje & Remco       | American smooth (34)                      | Chachacha (28)                   |
| Lodewijk & Charissa | Rumba (20)                                | Engelse wals (16)                |
| Fabienne & Koen     | Rumba (30)                                | Engelse wals (26)                |

## Danskaart
De kandidaten moesten elke week een van de volgende routines dansen:
- Week 1: chachacha of Engelse wals
- Week 2: quickstep of rumba
- Week 3: samba of tango
- Week 4: paso doble of American smooth
- Week 5: jive
- Week 6: mambo en Argentijnse tango
- Week 7: twee ongeleerde dansen
- Week 8: twee ongeleerde dansen
- Week 9: ballroom, latin & freestyle

| Koppel              | Week 1       | Week 2    | Week 3 | Week 4          | Week 5 | Week 5      | Week 6 | Week 6            | Week 7          | Week 7       | Week 8    | Week 8          | Week 9     | Week 9            | Week 9          |
| ------------------- | ------------ | --------- | ------ | --------------- | ------ | ----------- | ------ | ----------------- | --------------- | ------------ | --------- | --------------- | ---------- | ----------------- | --------------- |
| Helga & Marcus      | Engelse wals | Rumba     | Tango  | Paso doble      | Jive   | Weense wals | Mambo  | Argentijnse tango | Quickstep       | Chachacha    | Samba     | American smooth | Tango      | Samba             | Freestyle       |
| Christophe & Ilse   | Engelse wals | Rumba     | Tango  | Paso doble      | Jive   | Weense wals | Mambo  | Argentijnse tango | American smooth | Samba        | Quickstep | Chachacha       | Paso doble | Argentijnse tango | Freestyle       |
| Nikkie & Peter      | Chachacha    | Quickstep | Samba  | American smooth | Jive   | Weense wals | Mambo  | Argentijnse tango | Paso doble      | Engelse wals | Tango     | Rumba           |            |                   | Tango           |
| Bob & Euvgenia      | Chachacha    | Quickstep | Samba  | American smooth | Jive   | Weense wals | Mambo  | Argentijnse tango | Rumba           | Tango        |           |                 |            |                   | Mambo           |
| Martijn & Roemjana  | Chachacha    | Quickstep | Samba  | Paso doble      | Jive   | Weense wals | Mambo  | Argentijnse tango |                 |              |           |                 |            |                   | Mambo           |
| Bart & Kimberly     | Chachacha    | Quickstep | Samba  | American smooth | Jive   | Weense wals |        |                   |                 |              |           |                 |            |                   | American smooth |
| Aukje & Remco       | Chachacha    | Quickstep | Samba  | American smooth |        |             |        |                   |                 |              |           |                 |            |                   | American smooth |
| Lodewijk & Charissa | Engelse wals | Rumba     | Tango  |                 |        |             |        |                   |                 |              |           |                 |            |                   | Rumba           |
| Fabienne & Koen     | Engelse wals | Rumba     |        |                 |        |             |        |                   |                 |              |           |                 |            |                   | Rumba           |

 Hoogst scorende routine
 Laagst scorende routine
 Gedanst, maar niet beoordeeld

## Kijkcijfers
| Show | Aflevering                | Datum         | Kijkers   | Bron   |
| ---- | ------------------------- | ------------- | --------- | ------ |
| 1    | "Top 9 (Week 1)"          | 31 maart 2007 | 1.222.000 | [ 2 ]  |
| 2    | "Top 9 (Week 1): Uitslag" | 1 april 2007  | 703.000   | [ 3 ]  |
| 3    | "Top 9 (Week 2)"          | 7 april 2007  | 980.000   | [ 4 ]  |
| 4    | "Top 9 (Week 2): Uitslag" | 8 april 2007  |           |        |
| 5    | "Top 8"                   | 13 april 2007 | 761.000   | [ 5 ]  |
| 6    | "Top 8: Uitslag"          | 14 april 2007 | 632.000   | [ 6 ]  |
| 7    | "Top 7"                   | 20 april 2007 | 881.000   | [ 7 ]  |
| 8    | "Top 7: Uitslag"          | 21 april 2007 | 813.000   | [ 8 ]  |
| 9    | "Top 6"                   | 27 april 2007 | 655.000   | [ 9 ]  |
| 10   | "Top 6: Uitslag"          | 28 april 2007 | 599.000   | [ 10 ] |
| 11   | "Top 5"                   | 4 mei 2007    |           |        |
| 12   | "Top 5: Uitslag"          | 5 mei 2007    | 847.000   | [ 11 ] |
| 13   | "Top 4"                   | 11 mei 2007   |           |        |
| 14   | "Top 4: Uitslag"          | 12 mei 2007   |           |        |
| 15   | "Top 3"                   | 18 mei 2007   |           |        |
| 16   | "Top 3: Uitslag"          | 19 mei 2007   |           |        |
| 17   | "Finale"                  | 25 mei 2007   |           |        |
| 18   | "Finale: Uitslag"         | 26 mei 2007   |           |        |